# Gara Ghidigeni
Gara Ghidigeni – wieś w Rumunii, w okręgu Gałacz, w gminie Ghidigeni. W 2011 roku liczyła 45 mieszkańców.